# منطقة أغول (داغستان)
منطقة أغول واحدة من المناطق الإدارية في جمهورية داغستان بروسيا الاتحادية. تقع في جنوب داغستان وتحدها منطقة خيف من الشرق ومنطقة قراح من الجنوب و رتول من الجنوب الغربي ومنطقة كولينسكي من الغرب و منطقتي كايتاغ و دخادايفسكي من الشمال.
تبلغ مساحتها /793.5/كم ²